# Grevillea callichlaena
Grevillea callichlaena là một loài thực vật có hoa trong họ Quắn hoa. Loài này được Molyneux & Stajsic miêu tả khoa học đầu tiên năm 2005 publ. 2006.